# 锡莱尼
锡莱尼（法語：Sillegny，亦作，法語發音：[sileɲi]；洛林语：Selgny）是法国摩泽尔省的一个市镇，属于梅斯区。

## 地名
该地名“Sillegny”发音为[sileɲi]而非[sijɲi]，根据实际发音其应译作“锡莱尼”（同“Silégny”译），《世界地名翻译大辞典》将其误译作“锡耶尼”。

## 地理
锡莱尼（48°59'15"N, 6°9'38"E）面积10.46 平方千米，位于法国大東部大區摩泽尔省，该省份为法国东北部内陆省份，是洛林的一部分，西南接默尔特-摩泽尔省，东临下莱茵省，北与卢森堡和德国接壤。
与锡莱尼接壤的市镇（或旧市镇、城区）包括：塞耶河畔宽、舍米诺、洛里-马尔迪尼、卢维尼、马略勒、波梅里约。
锡莱尼的时区为UTC+01:00、UTC+02:00（夏令时）。

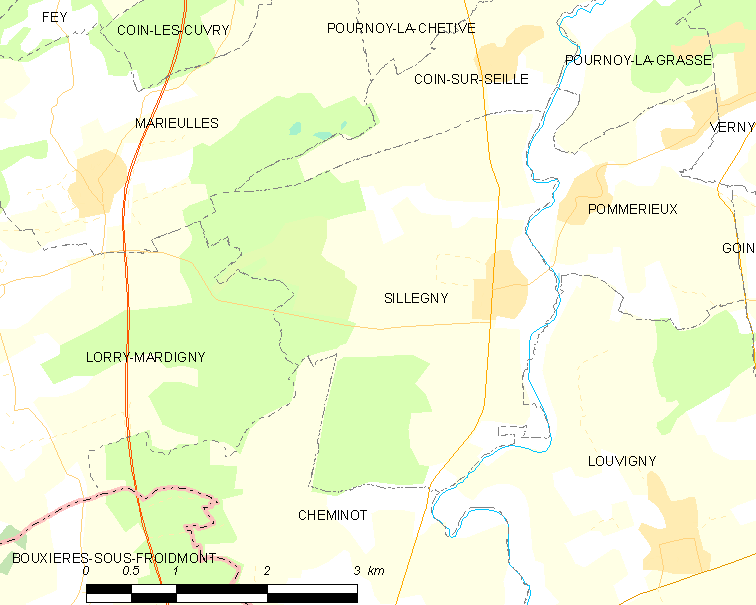
锡莱尼的OSM定位图

## 行政
锡莱尼的邮政编码为57420，INSEE市镇编码为57652。

## 政治
锡莱尼所属的省级选区为福尔克蒙县。

## 人口

1962-2008年间锡莱尼人口变化图示

锡莱尼于2022年1月1日时的人口数量为633人。